# Passeig de Gràcia
 (mars 2024).
Si vous disposez d'ouvrages ou d'articles de référence ou si vous connaissez des sites web de qualité traitant du thème abordé ici, merci de compléter l'article en donnant les références utiles à sa vérifiabilité et en les liant à la section « Notes et références ».
Pour les articles homonymes, voir Gracia.
Le Passeig de Gràcia (nom catalan ; littéralement « promenade [« allée » ou « passage »] de Gràcia ») est une avenue barcelonaise reliant la place de Catalogne (Plaça de Catalunya) au quartier de Gràcia et est l'une des plus grandes artères de la ville moderne.
L'avenue est bordée par de nombreux édifices parmi les plus notables de Barcelone, beaucoup étant dans le style du modernisme catalan.
Le Passeig de Gràcia est long d'environ 1,6 km. Bien que faisant partie de la « droite de l'Eixample », il occupe une position très centrale et relie la place de Catalogne (côté mer) avec la rue Gran de Gràcia (côté montagne).

## Histoire
Avant de devenir en 1897 un quartier de Barcelone, Gràcia était un village de la banlieue barcelonaise, et le Passeig de Gràcia - alors nommé chemin de Jésus - reliait Gràcia à la porte de l'Ange qui permettait d'entrer dans la ville fortifiée de Barcelone. L'espace intermédiaire rural était essentiellement occupé par des cultures.
L'avenue se construisit de peu à peu, bordée de maisons particulières et de jardins mais les constructions étaient limitées par des arrêtés militaires qui considéraient la zone comme stratégique. Au milieu du XIXe siècle, lorsque Barcelone put enfin sortir de ses murailles, Ildefons Cerdà intégra cette voie dans son plan Cerdà d'urbanisation, bien qu'elle fût légèrement désaxée par rapport au reste du plan hippodamien de l'ingénieur urbaniste.
Au tournant du XIXe et XXe siècles, le passeig de Gràcia se transforma. Alors que c'était une zone à faible densité urbaine, bordée de maisons particulières avec jardin, la haute bourgeoisie née de la révolution industrielle choisit cette avenue pour résider et remplaça ces habitations par des immeubles particuliers et des immeubles de rapport. Étant donné le goût pour le modernisme catalan d'alors, de très nombreux bâtiments modernistes furent construits le long de cette avenue qui devint un haut lieu de la mode.

## Modernisme
En 2013, l'avenue compte 23 édifices classés selon des protections allant du bâtiment d'intérêt national jusqu'au patrimoine mondial de l'UNESCO.
Parmi les bâtiments célèbres on compte la Pedrera et la Casa Batlló d'Antoni Gaudí, la Casa Lleó Morera de Lluís Domènech i Montaner et la Casa Amatller de Josep Puig i Cadafalch. Les trois dernières font partie de l'illa de la Discòrdia (l'îlot de la discorde).
En haut du passeig de Gràcia, au-delà de l'avenue Diagonal, se trouve un autre bâtiment moderniste célèbre, la Casa Fuster de Lluís Domènech i Montaner qui fait angle avec la rue Gran de Gràcia.
Les mosaïques hydrauliques couvrant les trottoirs du Passeig de Gràcia sont l’œuvre d'Antoni Gaudí qui les avait initialement créées pour la Casa Batlló, puis employées pour les trottoirs jouxtant la Casa Milà et qui furent ensuite réemployées pour l'ensemble de l'avenue. Elles sont d'inspiration marine et représentent une pieuvre, un escargot de mer et une étoile de mer.

## Lieux notables

### Édifices
| Monument                                                                          | Protection | Style/Époque                                             | Localisation                                              | Coordonnées                 | Code?         | Image                                                                             |
| --------------------------------------------------------------------------------- | ---------- | -------------------------------------------------------- | --------------------------------------------------------- | --------------------------- | ------------- | --------------------------------------------------------------------------------- |
| Casa Garriga                                                                      | BCIL       | 1909-11                                                  | Pg. Gràcia, 112 - c/ Còrsega, 321 - pl. Joan Carles I     | 41° 23′ 49″ N, 2° 09′ 34″ E | 08019/2579    | Casa Garriga                                                                      |
| Casa Bonaventura Ferrer                                                           | BCIL       | 1905-06                                                  | Pg. Gràcia, 113 - c/ Riera Sant Miquel, 6                 | 41° 23′ 49″ N, 2° 09′ 30″ E | 08019/2580    | Casa Bonaventura Ferrer                                                           |
| Casa Fuster                                                                       | BCIL       | 1908-11                                                  | Pg. Gràcia, 132 - c/ Gràcia, 2-6 - c/ Gran de Gràcia, 2-4 | 41° 23′ 53″ N, 2° 09′ 29″ E | 08019/2581    | Casa Fuster                                                                       |
| Casa Milà, ou La Pedrera                                                          | BCIN 73-MH | XX                                                       | pg. de Gràcia, 92 - c. de Provença, 261-265               | 41° 23′ 43″ N, 2° 09′ 42″ E | RI-51-0003814 | Casa Milà, ou La Pedrera                                                          |
| Casa Batlló                                                                       | BCIN 60-MH | XX                                                       | pg. de Gràcia, 43                                         | 41° 23′ 30″ N, 2° 09′ 54″ E | RI-51-0003815 | Casa Batlló                                                                       |
| Casa Amatller                                                                     | BCIN 38-MH | XIX Final                                                | pg. de Gràcia, 41                                         | 41° 23′ 30″ N, 2° 09′ 54″ E | RI-51-0004199 | Casa Amatller                                                                     |
| Casa Casas-Carbó                                                                  | BCIL       | 1894; reforma: 1902                                      | Pg. Gràcia, 96                                            | 41° 23′ 44″ N, 2° 09′ 41″ E | 08019/1529    | Casa Casas-Carbó                                                                  |
| Palau Robert (inclut également la Tour Muñoz et les jardins)                      | BCIL       | 1898; 1949; 1982-1984; 1987; 1994                        | Pg. Gràcia, 107                                           | 41° 23′ 46″ N, 2° 09′ 34″ E | 08019/1532    | Palau Robert (inclut également la Tour Muñoz et les jardins)                      |
| Casa Pascual i Pons                                                               | BCIL       | 1890-91; reforma: 1984                                   | Pg. Gràcia, 2-4 - rda. Sant Pere, 1 - c. Casp, 2-4        | 41° 23′ 18″ N, 2° 10′ 13″ E | 08019/1506    | Casa Pascual i Pons                                                               |
| Cases Rocamora                                                                    | BCIL       | 1914-20                                                  | Pg. de Gràcia, 6-14 - Casp, 1                             | 41° 23′ 20″ N, 2° 10′ 10″ E | 08019/1507    | Cases Rocamora                                                                    |
| Palau Marcet (Cinema Comèdia)                                                     | BCIL       | 1887; reforma: 1934                                      | Pg. Gràcia, 13 - Gran Via Corts Catalanes, 609            | 41° 23′ 22″ N, 2° 10′ 04″ E | 08019/1508    | Palau Marcet (Cinema Comèdia)                                                     |
| Joieria Roca                                                                      | BCIL       | 1933 ; restaurations : 1964                              | Pg. Gràcia, 18 - Gran Via de les Corts Catalanes, 611     | 41° 23′ 24″ N, 2° 10′ 06″ E | 08019/1509    | Joieria Roca                                                                      |
| Édifices de L'Unión et du Phénix Espagnol                                         | BCIL       | 1927-31                                                  | Pg. Gràcia, 21 - c. Diputació, 265-267                    | 41° 23′ 25″ N, 2° 10′ 00″ E | 08019/1510    | Édifices de L'Unión et du Phénix Espagnol                                         |
| Casa Pere Llibre                                                                  | BCIL       | 1872; dernière décennie du XIXe siècle; 1950-62; 1993-94 | Pg. Gràcia, 24                                            | 41° 23′ 25″ N, 2° 10′ 04″ E | 08019/1511    | Casa Pere Llibre                                                                  |
| Casa Malagrida                                                                    | BCIL       | 1905-08                                                  | Pg. Gràcia, 27                                            | 41° 23′ 26″ N, 2° 09′ 58″ E | 08019/1513    | Casa Malagrida                                                                    |
| Édifice de l'Union des Assurances de Paris (préc. Sociedad La Educación Femenina) | BCIL       | 1913                                                     | Pg. Gràcia, 33 - c. Consell de Cent, 310                  | 41° 23′ 27″ N, 2° 09′ 57″ E | 08019/1514    | Édifice de l'Union des Assurances de Paris (préc. Sociedad La Educación Femenina) |
| Casa Lleó Morera                                                                  | BCIL       | 1905; 1943; 1988-89                                      | Pg. Gràcia, 35                                            | 41° 23′ 29″ N, 2° 09′ 56″ E | 08019/1515    | Casa Lleó Morera                                                                  |
| Casa Mulleras                                                                     | BCIL       | 1906                                                     | Pg. Gràcia, 37                                            | 41° 23′ 29″ N, 2° 09′ 55″ E | 08019/1516    | Casa Mulleras                                                                     |
| Casa Bonet                                                                        | BCIL       | 1871; 1901; 1915                                         | Pg. Gràcia, 39                                            | 41° 23′ 29″ N, 2° 09′ 55″ E | 08019/1517    | Casa Bonet                                                                        |
| Bar Torino (Précéd. pharmacie Martí Lledó)                                        | BCIL       | 1915, aprox.                                             | Pg. Gràcia, 59 - c. València, 272                         | 41° 23′ 34″ N, 2° 09′ 49″ E | 08019/1520    | Bar Torino (Précéd. pharmacie Martí Lledó)                                        |
| Casa Olano                                                                        | BCIL       | 1880-85                                                  | Pg. Gràcia, 60                                            | 41° 23′ 34″ N, 2° 09′ 53″ E | 08019/1521    | Casa Olano                                                                        |
| Casa Vídua Marfà                                                                  | BCIL       | 1901-05                                                  | Pg. Gràcia, 66 - c. València, 274-276                     | 41° 23′ 36″ N, 2° 09′ 51″ E | 08019/1523    | Casa Vídua Marfà                                                                  |
| Casa Enric Batlló (Hôtel Comtes de Barcelone)                                     | BCIL       | 1895-96                                                  | Pg. Gràcia, 75 - c. Mallorca, 259-263                     | 41° 23′ 38″ N, 2° 09′ 44″ E | 08019/1525    | Casa Enric Batlló (Hôtel Comtes de Barcelone)                                     |
| Casa Codina                                                                       | BCIL       | 1898; 1990-91                                            | Pg. Gràcia, 94                                            | 41° 23′ 43″ N, 2° 09′ 41″ E | 08019/1528    | Casa Codina                                                                       |

### Luminaires
| Monument   | Protection | Style/Époque | Localisation | Coordonnées                 | Code?      | Image      |
| ---------- | ---------- | ------------ | ------------ | --------------------------- | ---------- | ---------- |
| Banc-fanal | BCIL       | 1906         | Pg. Gràcia   | 41° 23′ 25″ N, 2° 10′ 02″ E | 08019/1505 | Banc-fanal |

### Hôtels

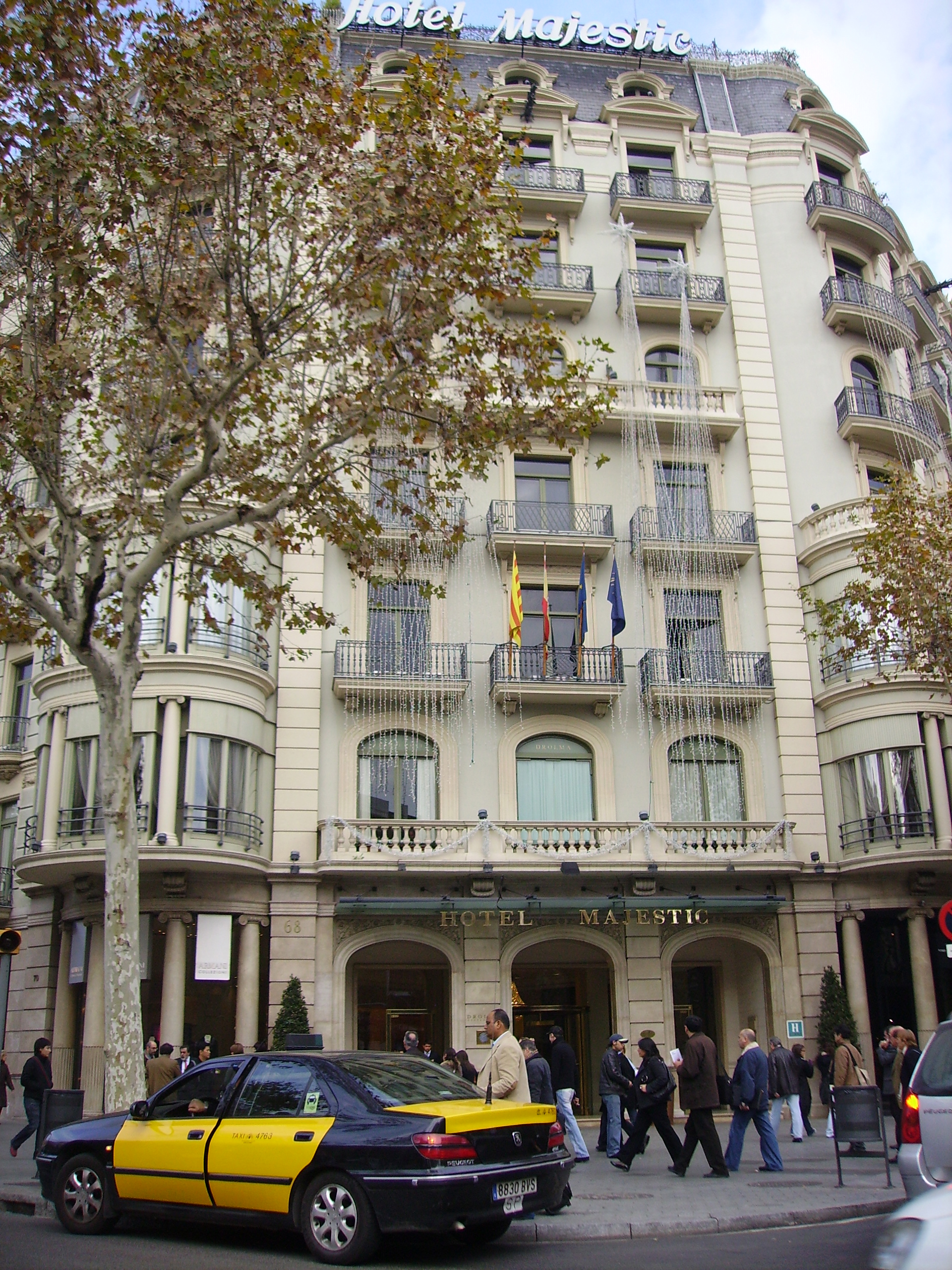
L’Hôtel Majestic.

- Hotel Casa Fuster , 5 *
- Hotel Condes de Barcelona , 4 *
- Hotel Majestic , 5 *
- Hotel Mandarin Oriental , 5 *
- Hotel Prestige , 4 *

### Cinémas
- Casablanca-Kaplan
- Comèdia

### Boutiques de luxe
Le passeig de Gràcia étant l'une des artères les plus huppées de Barcelone celle-ci compte naturellement un grand nombre de boutiques de luxe appartenant aux plus grands noms de la mode et de la joaillerie internationale. Ainsi, il est possible de retrouver dans cette avenue les vitrines des maisons Chanel, Christian Dior, Prada, Louis Vuitton, Miu Miu, Valentino, Dolce & Gabanna, Burberry, pour la mode, mais également celle des maisons Cartier, Van Cleef & Arpels et Tiffany & Co qui possèdent ici l'un de leur plus grand magasins.

## Transports

### Transports en commun
L'avenue est desservie par les arrêts de métro de la place de Catalogne (lignes L1, L3, L6 et L7), Passeig de Gràcia (lignes L2, L3, et L4) et Diagonal (lignes L3, L5, L6 et L7). À l'angle du Passeig de Gràcia avec la place de Catalogne se trouve une station de trains de banlieue (Rodalies de Catalunya) et à celui avec la rue d'Aragon se trouve une gare desservie par des trains de banlieue et des trains de grandes lignes. L'avenue compte de nombreux arrêts de bus, de bicing et de taxi.

### Principales voies d'accès
- Avenue Diagonale
- Gran Via de les Corts Catalanes
- Ronda de Sant Pere (en)
- Place de Catalogne
- Rue de Majorque